# Station Engers
Station Engers is een spoorwegstation in de Duitse plaats Engers (gemeente Neuwied). Het station werd in 1869 geopend. De halte ligt aan de spoorlijn Mülheim-Speldorf - Niederlahnstein en de voormalige spoorlijn Engers - Au.
Het oude stationsgebouw is bewaard gebleven maar in particulier bezit.  